# Isabelle Devaluez
Isabelle Devaluez, née le 17 mars 1966 à Grenoble, est une athlète française spécialiste du lancer du disque et licenciée au Stade français, puis au Grenoble UC à partir de 1992, de 1,79 m pour 72 kg. Elle est kinésithérapeute et participa aux olympiades de 1996.

## Palmarès
- 23 sélections nationales, de 1986 à 2000 (et 5 en juniors)
- Détentrice du record de France en 1996, avec 62,02 m

- Médaille d'or aux Jeux de la Francophonie en 1997
- Championne de France à 10 reprises (records), en 1986, 1987, 1991, 1992, 1993, 1995, 1996, 1997, 1998 et 1999

- Médaille d'argent aux Jeux méditerranéens en 1991
- Médaille de bronze aux Jeux méditerranéens en 1997
- 3e des championnats ouest-européens junior en 1984